# Michael Petrasso
Michael Alexander Petrasso (ur. 9 lutego 1995 w Toronto) – kanadyjski piłkarz występujący na pozycji pomocnika w Queens Park Rangers.